# Mitylena
Mitylena, Mitylene (gr. Μυτιλήνη – Mitilíni, starogr. Mytilēnē) – miasto w Grecji, na wschodnim brzegu wyspy Lesbos, w administracji zdecentralizowanej Wyspy Egejskie, w regionie Wyspy Egejskie Północne, w jednostce regionalnej Lesbos, siedziba gminy Lesbos. W 2011 roku liczyło 27 871 mieszkańców. Najludniejsze miasto wyspy Lesbos. Siedziba głównego kampusu Uniwersytetu Egejskiego.

## Starożytność
W starożytności miasto eolskie, miejsce zamieszkania Safony, Alkajosa i Pittakosa. Pojawia się w jednym z najstarszych zachowanych urywków greckiej poezji ludowej:
Miel mój młynku miel,
Pittak także mełł
Mityleny wielki pan.
W VI wieku p.n.e. miasto było zależne od Krezusa, po jego porażce znalazło się pod panowaniem perskim. Polis uczestniczyła w powstaniu Jończyków przeciw Persom, dzieląc następnie los wielu poleis jońskich: zdobyta przez Persów, odzyskała niezależność po wojnach perskich, popadała w stopniową zależność od Aten. W czasie wojny peloponeskiej, próbując się uniezależnić, poparła Spartę, została jednak zdobyta przez Ateńczyków pod wodzą Pachesa, tracąc mury obronne, flotę i ziemie – temu epizodowi z wojny poświęcona jest część Wojny peloponeskiej [Thuc. III]. Po wojnie peloponeskiej odzyskała częściową niezależność, w kolejnych konfliktach popierała Ateny.
Mytilene była pierwszą polis demokratyczną, która powstała w Grecji.
Filozofowie: Hermarchos z Mityleny, Lesbonaks z Mityleny.

## Współpraca
- Pafos, Cypr